# Epiplema petasitis
Epiplema petasitis är en fjärilsart som beskrevs av Sergiusz Toll 1958. Epiplema petasitis ingår i släktet Epiplema och familjen Uraniidae. Inga underarter finns listade i Catalogue of Life.